# John Fothergill (Unternehmer)
John Fothergill (* 1730; † 1782) war ein britischer Unternehmer und Ingenieur. Als Partner von Matthew Boulton hatte er maßgeblichen Anteil an der Errichtung und dem geschäftlichen Erfolg der Soho Manufactory, einer der ersten Fabriken der frühen industriellen Revolution in England.
Gebürtiger Russe und bei seinem Cousin in Königsberg in die Lehre gegangen, hatte sich Fothergill in Birmingham niedergelassen, wo er bei einem Kaufmann angestellt war, sich aber selbständig zu machen gedachte. Auf einer Geschäftsreise nach London im Januar 1762 traf er auf Matthew Boulton, der gerade im Begriff war, ein Gelände in Handsworth bei Birmingham mit einer Reihe von Werkstätten und Maschinenhäusern zu bebauen, mit der er seine bestehende Produktion von Metallknöpfen und kunstgewerblichen Gegenständen an einer Stelle konzentrieren und ausweiten wollte. Da der Ausbau nicht nur teuer, sondern auch zeitaufwändig war brauchte Boulton einen Partner, der zum einen Geld einbrachte und zum anderen die Bauaufsicht übernehmen konnte. In Fothergill, der zusätzlich seine geschäftlichen Kontakte zum Kontinent mitbrachte, fand er den geeigneten Partner. Die Partnerschaft wurde am Mittsommertag 1762 unterschrieben; die Firma nannte sich Boulton & Fothergill. Boulton brachte das Gelände und die bereits errichteten Gebäude sowie Materialien und einige Gelder im Gesamtwert von rund 6.200 £ ein, Fothergill brachte Bargeld in Höhe von etwa 5.400 £ mit, die er als Kredit aufgenommen hatte. Er überwachte den Fortgang der Bauarbeiten vom bereits als Herrenhaus hergerichteten Soho House, während sich Boulton um das laufende Geschäft kümmerte, das in der klassischen Form der Heimwerkstätten im wenige Meilen entfernten Birminghamer Stadtteil Snow Hill betrieben wurde.
Fothergill erwies sich in der Partnerschaft von Anfang an als der vorsichtige Kaufmann, der jede Ausgabe sehr genau überdachte, während Boulton die treibende Kraft bei der Verwirklichung technischer und sozialer Utopien war. Gemeinsam konnten sie, trotz ständiger Geldprobleme und starker Konkurrenz, das Unternehmen zu einem großen Erfolg führen. Dadurch etablierten sie die damals neuen unternehmerischen Ideen, Arbeitsstätten an einer Stelle zu konzentrieren, von den Wohnhäusern zu trennen und durch die Konzentration den Einsatz großer Maschinen zu ermöglichen.
Trotz seines vorsichtigen kaufmännischen Vorgehens geriet Fothergill 1781 an einen Betrüger, der ihn in den Bankrott trieb. Boulton sah sich genötigt, die Partnerschaft zu lösen. Im folgenden Jahr starb Fothergill und hinterließ eine Frau und sieben Kinder. Boulton setzte der Familie eine Rente aus und löste den Kredit, den Fothergill für die Partnerschaft aufgenommen und noch nicht zurückgezahlt hatte, ab.